# Ашуг Алескер
Ашуг Алескер (азерб.  آشیق علعسگر, Aşıq Ələsgər), имя при рождении Алескер Алимамед оглы, (около 22 марта 1821, Агкилиса, Эриванское ханство — 7 марта 1926[…], Агкилиса, Новобаязетский уезд) — один из самых знаменитых азербайджанских ашугов-сказителей XIX — начала XX веков. Оказал влияние на развитие поэзии ашугов тюркоязычных регионов Востока.

## Биография
Родился в 1821 году в селе Агкилиса Гёкчинского магала Эриванского ханства. Его отец, Алимамед, работал плотником. Алимамед был также хорошо известен в поэтических жанрах, таких как герайлы, гошма и баяты. Предполагается, что отец оказал огромное влияние на Алескера.
Алескер вырос в бедной семье. Помимо него в семье также было 3 брата и 2 сестры. Он был старшим сыном. Из-за финансовых трудностей Алескер с 14 лет работал на ферме богатого землевладельца Кербалаи Гурбана. Провёл детство в деревне Агкилиса и был необразованным.
С самого детства Алескер был внимательным слушателем, и  благодаря своей сильной памяти и умению рассказывать истории участвовал в большинстве из мероприятий в своей деревне. Ему удавалось запоминать почти все ашугские истории (дастаны) того времени.
Учителем Алескера был ашуг Алы. После длительной подготовки у Алескера была возможность принять участие в свадебной церемонии в своей деревне с ашугом Алы. На церемонии он смог победить своего инструктора в соревновании между двумя ашугами, и это событие сделало Алескера известным в районе Гейча и соседних районах.
Принимал активное участие в нескольких важных свадебных церемониях в Эриванской, Нахичеванской, Газахской, Карабахской, Джаванширской, Гянджинской, Кельбаджарской областях.
Алескер женился когда ему не исполнилось 40 лет, на девушке по имени Анаханум из деревни Яншак. В этот период Ашуг Алескер весной и летом занимался сельским хозяйством, небольшими строительными и столярными работами. Несмотря на это, большую часть своего времени он посвящал ашугскому искусству. Алескер был известен не только в Азербайджане, но и в Турции, Иране и Дагестане.
Армяно-азербайджанская война 1918-1919 годов заставила Алескера покинуть родную землю и переселиться в Кельбаджар, затем в Тертер. 
В 1921 году он вернулся в Агкилису и прожил здесь до конца жизни. 
Умер в Агкилисе 7 марта 1926 года.

## Творчество
Ашуг Алескер писал стихи, создавал на них ашугские напевы и сам же виртуозно исполнял их на сазе, хорошо владел формами ашугской поэзии
Репертуар Ашуга Алескера состоял из множества классических дастанов и ашугских напевов, суть которых заключалась в описании тяжёлой доли рабочего люда, реалистических сценах крестьянской жизни и красоте природы.
Поэт в произведениях описал революционные события 1905 года.
В любовной лирике воспевал чистую и свободную любовь. Известны такие его стихи как «Вышли», «О люди, слушайте!», «Жди — жди ты». 
Возглавлял ашугскую школу. 
Российский поэт и прозаик Яков Полонский восторгался исполнением ашуга Алескера.

## Память
30 сентября 2024 года в Баку открыт памятник ашугу Алескеру.

## Галерея

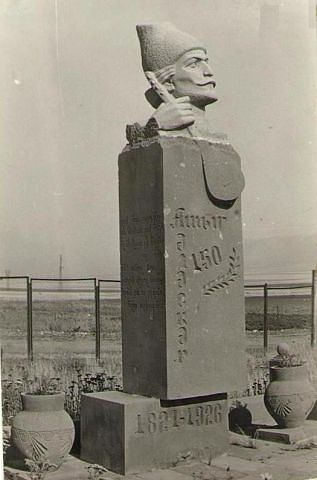
Надгробный памятник Ашугу Алескеру в селе Азат
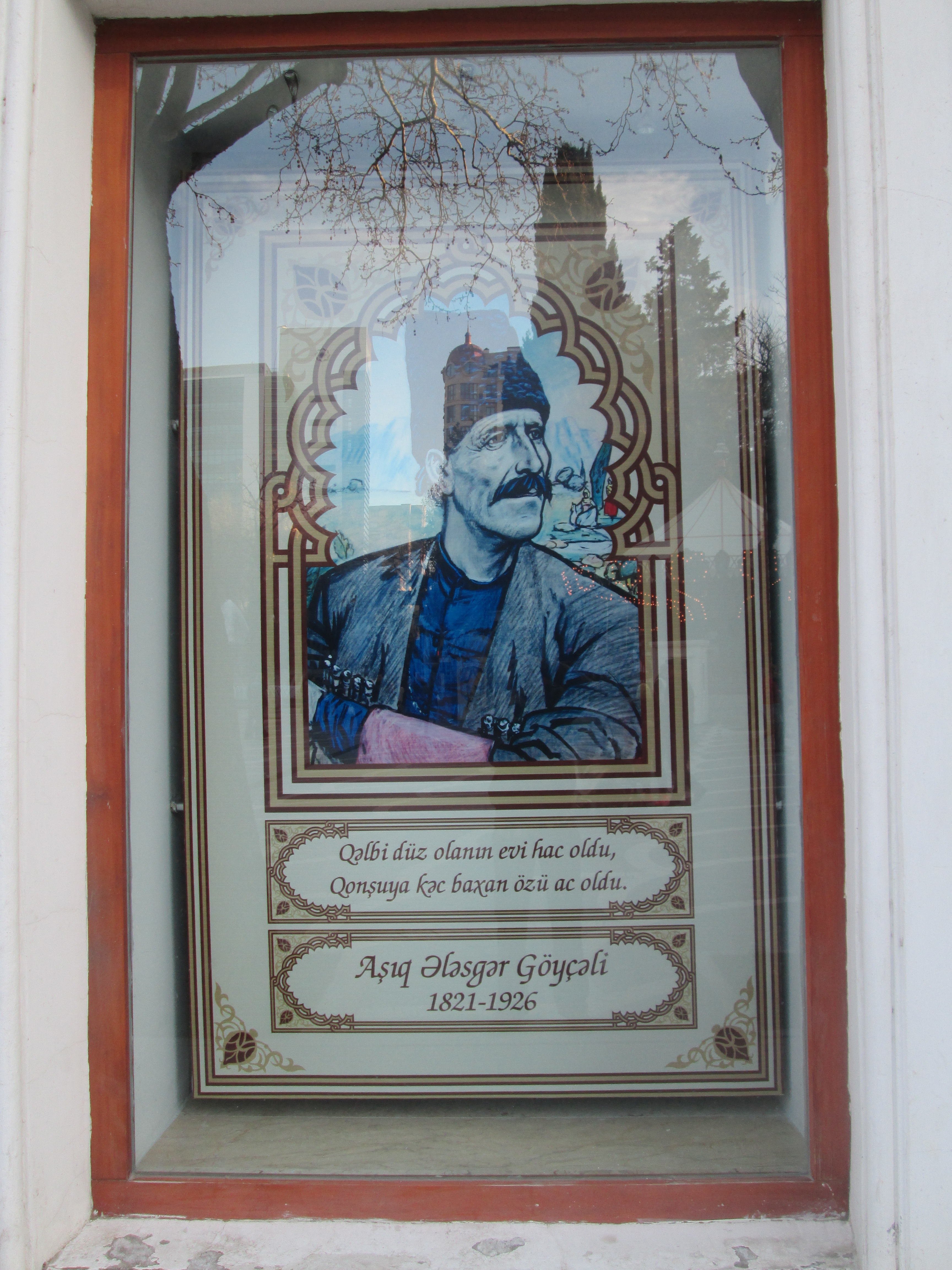
Изображение Ашуга Алескера на окне здания Музея азербайджанской литературы имени Низами Гянджеви в Баку
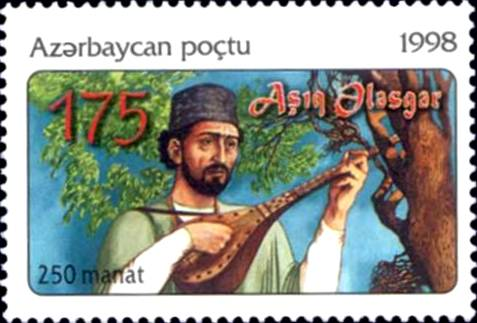
Ашуг Алескер на почтовой марке Азербайджана
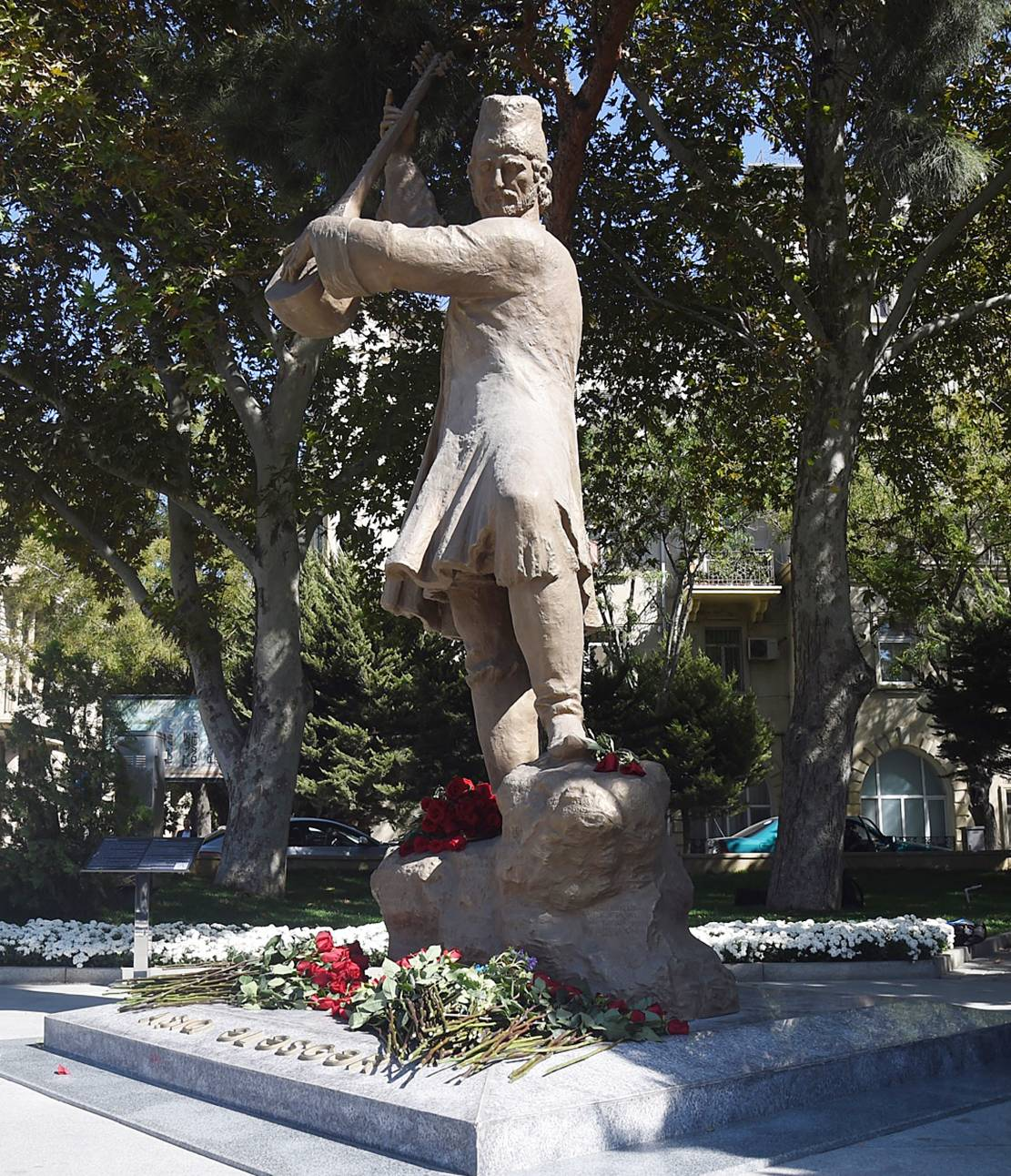
Памятник Ашуга Алескера в Баку

## Сочинения
- Әсәрләр, Б., 1956; (азерб.)
- В русском переводе — Антология азербайджанской поэзии, т. 1, М., 1960.